# Lost Squadron (Operation Bolero)

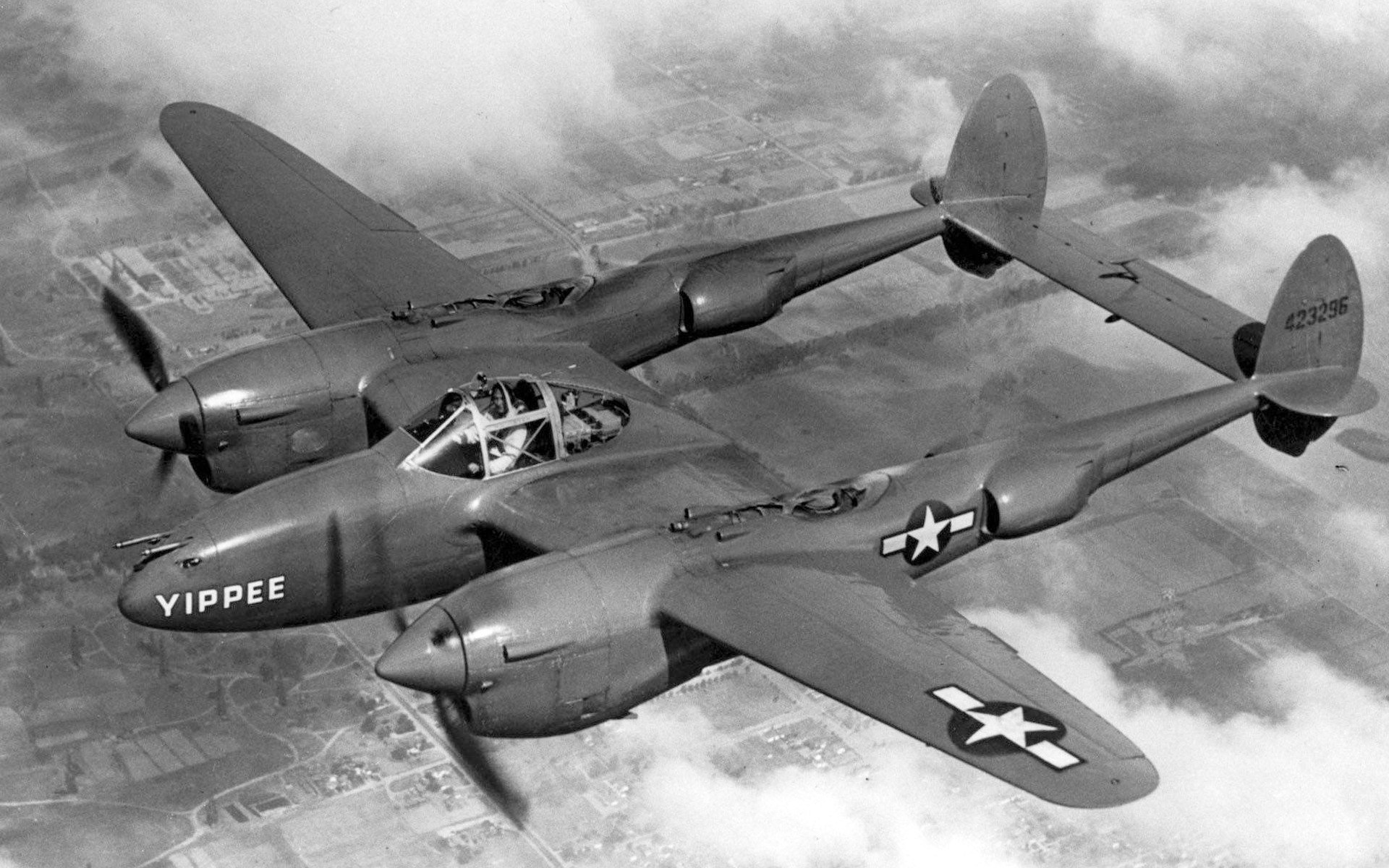
P-38J-20-LO Lightning

Die Lost Squadron, zu deutsch Verlorene Staffel, bestand aus den beiden Rotten Tomcat Green und Tomcat Yellow und ist die berühmteste Staffel der Operation Bolero.

## Geschichte der Staffel
Unter Führung von zwei Bombern des Typs Boeing B-17 Flying Fortress sollten sechs P-38 Lightning von den USA nach England überführt werden. Nach einem Tankstopp auf Grönland am 15. Juli 1942 sollte die nächste Zwischenlandung auf Island sein. Durch schlechtes Wetter und Probleme bei den Funkverbindungen verloren die Navigatoren in den B-17 die Orientierung. Nach einem längeren Irrflug musste die Gruppe nach Grönland zurückkehren, konnte jedoch wegen Treibstoffmangels keinen Flugplatz mehr erreichen. Alle acht Flugzeuge landeten sicher auf dem Inlandeis Grönlands, rund 150 Kilometer südwestlich der Stadt, die heute Tasiilaq heißt. Alle Besatzungsmitglieder blieben nahezu unverletzt und wurden nach wenigen Tagen von der US-Navy gerettet.

## Suche und erste Bergung

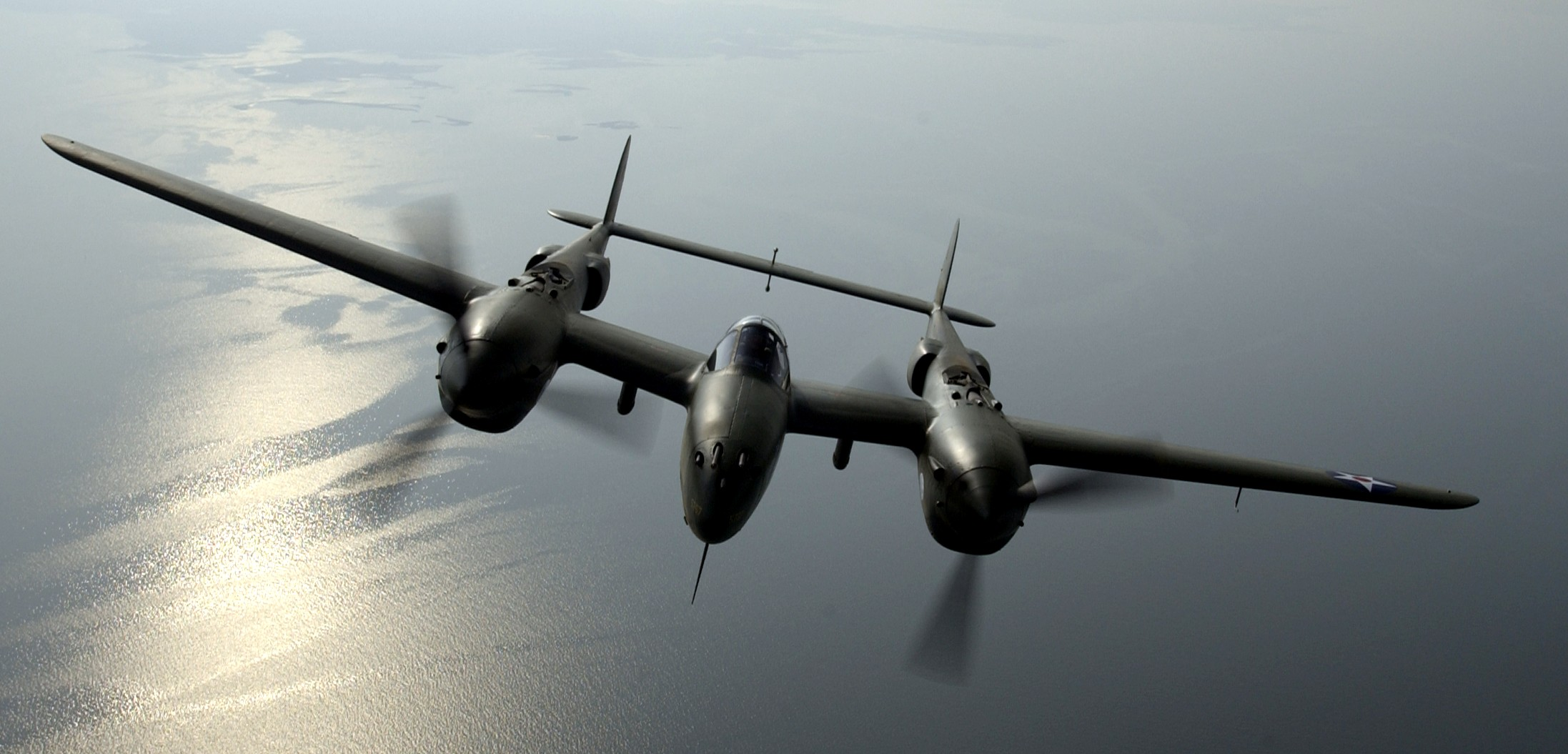
Die geborgene P-38 Maschine wurde auf den Namen „Glacier Girl“ getauft

Ab 1981 wurde die Staffel in mehreren Expeditionen und mit zum Teil erheblichem technischen und finanziellen Aufwand gesucht. Der Aufwand wurde anfänglich stark unterschätzt, weil verschiedenen Augenzeugen zufolge die Flugzeuge noch zu Beginn der 1960er Jahre an der Eisoberfläche gesichtet worden sein sollen. Tatsächlich wurde jedoch 1986 als erstes Flugzeug die B-17 „Big Stoop“ in einer Tiefe von damals 72 Metern entdeckt.
Im Jahre 1992 konnte eine der P-38 geborgen werden. Sie wurde auf den Namen Glacier Girl getauft, fliegt inzwischen wieder und ist auf Airshows vor allem in den USA zu sehen. Ursprünglich sollten auch die B-17-Bomber geborgen werden, doch erwies sich deren Struktur als zu schwach, so dass diese nahezu vollkommen von Eis und Schnee zerstört wurden, und so die Bergungs- und Restaurierungskosten in keinem Verhältnis zum Marktwert der Flugzeuge stehen würde. Die bedeutend besser gepanzerten P-38 wurden in gutem Zustand begraben und im Eis konserviert. Die verbliebenen fünf Lightnings liegen derzeit in einer Tiefe von rund 100 Metern unter der Oberfläche.

## Bergungsvorhaben

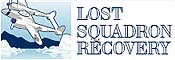
Logo der Lost Squadron Revocery

Dieter Herrmann, ein Journalist und Diplomingenieur, hat das Projekt Lost Squadron Recovery (LSR) ins Leben gerufen. Der „Verein zur Bergung historischer Fahrzeuge e.V.“, eine Gruppe internationaler Enthusiasten und Spezialisten, hat ihn bisher unterstützt. LSR hat es sich zur Aufgabe gemacht, die verbliebenen fünf im grönländischen Inlandeis begrabenen P-38 zu bergen, nach Europa zu transportieren und wieder flugtauglich zu machen.
Mindestens eine der P-38 soll vom Luftwaffenmuseum der Bundeswehr wieder restauriert werden. Für die anderen haben Museen und Sammler Interesse angemeldet.
Zwar erteilten die grönländischen Behörden die Bergungsgenehmigung, allerdings konnte in der Vergangenheit die Finanzierung des Projekts nicht gesichert werden.
Zur Bergung würde eine Truppe von mehr als 300 überwiegend ehrenamtlichen Helfern, bestehend aus Piloten, Bergungsfachleuten, Ärzten, Köchen und Logistikern sowie weiteren Helfern den Sommer auf dem Inlandeis verbringen. Mittels eines keilförmigen Schmelzgerätes soll zunächst ein Schacht geschmolzen werden. Anschließend würden Dampfstrahler eine Höhle rund um die Flugzeuge schaffen. Die Lightnings sollen dann zerteilt nach oben geschafft und von da aus nach Deutschland verschifft werden.